# Fórmula de la integral de Cauchy
|  | No s'ha de confondre amb Teorema de la integral de Cauchy o Fórmula de Cauchy per a la integració repetida. |

En matemàtiques, la fórmula de la integral de Cauchy, que porta el nom d'Augustin-Louis Cauchy, és una afirmació central en l'anàlisi complexa. Expressa el fet que una funció holomorfa definida en un disc està completament determinada pels seus valors al límit del disc, i proporciona fórmules integrals per a totes les derivades d'una funció holomorfa.
La fórmula de Cauchy mostra que, en l'anàlisi complexa, «la diferenciació és equivalent a la integració»: la diferenciació complexa, com la integració, es comporta bé sota límits uniformes, un resultat que no s'aplica a l'anàlisi real.

## Teorema
Sigui U un subconjunt obert del pla complex C, i suposem el disc tancat D definit com
{\displaystyle D={\bigl \{}z:|z-z_{0}|\leq r{\bigr \}}}
està completament contingut en U. Sigui f : U → C una funció holomorfa, i sigui γ el cercle, orientat en sentit contrari a les agulles del rellotge, que forma el límit de D. Aleshores, per a cada a a l'interior de D,
{\displaystyle f(a)={\frac {1}{2\pi i}}\oint _{\gamma }{\frac {f(z)}{z-a}}\,\mathrm {d} z.\,}
La demostració d'aquesta afirmació utilitza el teorema integral de Cauchy i, com aquest teorema, només requereix que f sigui derivable complex.
A partir de {\displaystyle 1/(z-a)} es pot ampliar com una sèrie de potències a la variable {\displaystyle a}
{\displaystyle {\frac {1}{z-a}}={\frac {1+{\frac {a}{z}}+\left({\frac {a}{z}}\right)^{2}+\cdots }{z}}}
es dedueix que les funcions holomorfa són analítiques, és a dir, es poden expandir com a sèries de potències convergents. En particular f és en realitat infinitament derivable, amb
{\displaystyle f^{(n)}(a)={\frac {n!}{2\pi i}}\oint _{\gamma }{\frac {f(z)}{\left(z-a\right)^{n+1}}}\,dz.}
Aquesta fórmula de vegades es coneix com la fórmula de diferenciació de Cauchy.
El teorema exposat anteriorment es pot generalitzar. El cercle γ es pot substituir per qualsevol corba rectificable tancada en U que té el número sinuòs 1 sobre a. A més, pel que fa al teorema integral de Cauchy, n'hi ha prou amb exigir que f sigui holomorfa a la regió oberta tancada pel camí i continu en el seu tancament.
Tingueu en compte que no totes les funcions contínues del límit es poden utilitzar per produir una funció dins del límit que s'ajusti a la funció de límit donada. Per exemple, si posem la funció f(z) = 1z, definit per |z| = 1, a la fórmula integral de Cauchy, obtenim zero per a tots els punts dins del cercle. De fet, donar només la part real al límit d'una funció holomorfa és suficient per determinar la funció llevat d'una constant imaginària; només hi ha una part imaginària al límit que correspon a la part real donada, fins a l'addició d'una constant. Podem utilitzar una combinació d'una transformació de Möbius i la fórmula d'inversió de Stieltjes per construir la funció holomorfa a partir de la part real del límit. Per exemple, la funció f(z) = i − iz té part real Re f(z) = Im z. Al cercle unitat es pot escriure iz − iz2. Utilitzant la transformació de Möbius i la fórmula de Stieltjes construïm la funció dins del cercle. El terme iz no fa cap contribució, i trobem la funció −iz. Això té la part real correcta al límit i també ens dona la part imaginària corresponent, però desactivada per una constant, és a dir, i.

## Esbós de la prova
Utilitzant el teorema de la integral de Cauchy, es pot demostrar que la integral sobre C (o la corba rectificable tancada) és igual a la mateixa integral presa sobre un cercle arbitràriament petit al voltant de a. Com que f(z) és contínua, podem triar un cercle prou petit on f(z) sigui arbitràriament proper a f(a).
D'altra banda, la integral
{\displaystyle \oint _{C}{\frac {1}{z-a}}\,dz=2\pi i,}
sobre qualsevol cercle C centrat en a. Això es pot calcular directament mitjançant una parametrització (integració per substitució) z(t) = a + εeit on 0 ≤ t ≤ 2π i ε és el radi del cercle.
Fent ε → 0 dona l'estimació desitjada
{\displaystyle {\begin{aligned}\left|{\frac {1}{2\pi i}}\oint _{C}{\frac {f(z)}{z-a}}\,dz-f(a)\right|&=\left|{\frac {1}{2\pi i}}\oint _{C}{\frac {f(z)-f(a)}{z-a}}\,dz\right|\\[.5em]&=\left|{\frac {1}{2\pi i}}\int _{0}^{2\pi }\left({\frac {f{\bigl (}z(t){\bigr )}-f(a)}{\varepsilon e^{it}}}\cdot \varepsilon e^{it}i\right)\,dt\right|\\&\leq {\frac {1}{2\pi }}\int _{0}^{2\pi }{\frac {|f{\bigl (}z(t){\bigr )}-f(a)|}{\varepsilon }}\,\varepsilon \,dt\\[.5em]&\leq \max _{|z-a|=\varepsilon }|f(z)-f(a)|{\xrightarrow[{\varepsilon \to 0}]{}}0.\end{aligned}}}

## Exemple
Sigui
{\displaystyle g(z)={\frac {z^{2}}{z^{2}+2z+2}},}

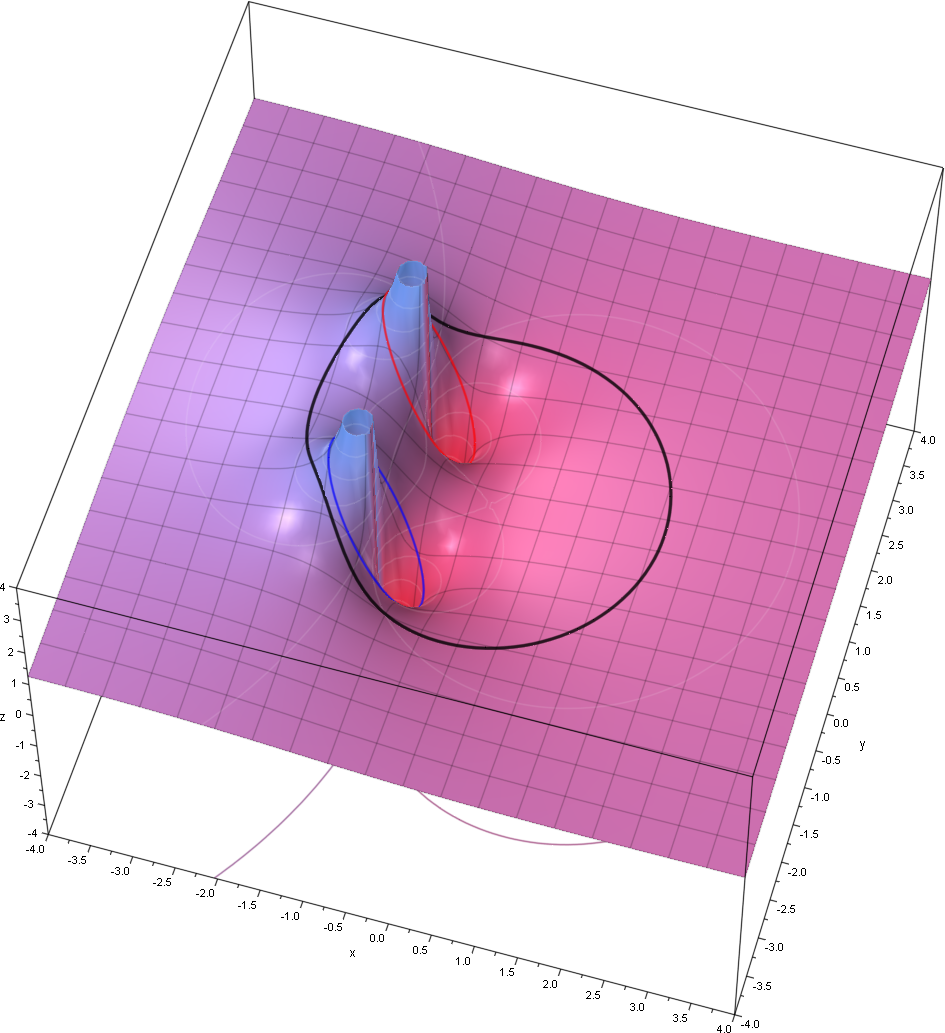
Superfície de la part real de la funció g(z) = z^{2}/z^{2} + 2z + 2 i les seves singularitats, amb els contorns descrits en el text.

i sigui C el contorn descrit per |z| = 2 (el cercle de radi 2).
Per trobar la integral de g(z) al voltant del contorn C, hem de conèixer les singularitats de g(z). Observem que podem reescriure g de la següent manera:
{\displaystyle g(z)={\frac {z^{2}}{(z-z_{1})(z-z_{2})}}}
on z1 = −1 + i i z₂ = −1 − i.
Així, g té pols a z1 i z₂. Els mòduls d'aquests punts són inferiors a 2 i, per tant, es troben dins del contorn. Aquesta integral es pot dividir en dues integrals més petites pel teorema de Cauchy-Goursat; és a dir, podem expressar la integral al voltant del contorn com la suma de la integral al voltant de z1 i z₂ on el contorn és un petit cercle al voltant de cada pol. Anomenem aquests contorns C1 al voltant de z1 i C₂ al voltant de z₂.
Ara, cadascuna d'aquestes integrals més petites es pot avaluar mitjançant la fórmula integral de Cauchy, però primer s'han de reescriure per aplicar el teorema. Per a la integral al voltant de C1, definim f1 com f1(z) = (z − z1)g(z). Això és analític (ja que el contorn no conté l'altra singularitat).
Podem simplificar f1 perquè sigui:
{\displaystyle f_{1}(z)={\frac {z^{2}}{z-z_{2}}}}
i ara
{\displaystyle g(z)={\frac {f_{1}(z)}{z-z_{1}}}.}
Com que la fórmula integral de Cauchy diu que:
{\displaystyle \oint _{C}{\frac {f_{1}(z)}{z-a}}\,dz=2\pi i\cdot f_{1}(a),}
podem avaluar la integral de la següent manera:
{\displaystyle \oint _{C_{1}}g(z)\,dz=\oint _{C_{1}}{\frac {f_{1}(z)}{z-z_{1}}}\,dz=2\pi i{\frac {z_{1}^{2}}{z_{1}-z_{2}}}.}
Fent el mateix per a l'altre contorn:
{\displaystyle f_{2}(z)={\frac {z^{2}}{z-z_{1}}},}
avaluem
{\displaystyle \oint _{C_{2}}g(z)\,dz=\oint _{C_{2}}{\frac {f_{2}(z)}{z-z_{2}}}\,dz=2\pi i{\frac {z_{2}^{2}}{z_{2}-z_{1}}}.}
Llavors, la integral al voltant del contorn original C és la suma d'aquestes dues integrals:
{\displaystyle {\begin{aligned}\oint _{C}g(z)\,dz&{}=\oint _{C_{1}}g(z)\,dz+\oint _{C_{2}}g(z)\,dz\\[.5em]&{}=2\pi i\left({\frac {z_{1}^{2}}{z_{1}-z_{2}}}+{\frac {z_{2}^{2}}{z_{2}-z_{1}}}\right)\\[.5em]&{}=2\pi i(-2)\\[.3em]&{}=-4\pi i.\end{aligned}}}
Un truc elemental és utilitzar la descomposició en fraccions parcials:
{\displaystyle \oint _{C}g(z)\,dz=\oint _{C}\left(1-{\frac {1}{z-z_{1}}}-{\frac {1}{z-z_{2}}}\right)\,dz=0-2\pi i-2\pi i=-4\pi i}

## Conseqüències
La fórmula integral té aplicacions àmplies. En primer lloc, implica que una funció que és holomorfa en un conjunt obert és de fet infinitament derivable allí. A més, és una funció analítica, és a dir, es pot representar com una sèrie de potències. La demostració d'això utilitza el teorema de convergència dominada i la sèrie geomètrica aplicada a
{\displaystyle f(\zeta )={\frac {1}{2\pi i}}\int _{C}{\frac {f(z)}{z-\zeta }}\,dz.}
La fórmula també s'utilitza per demostrar el teorema dels residus, que és un resultat per a funcions meromorfes, i un resultat relacionat, el principi de l'argument. Pel teorema de Morera se sap que el límit uniforme de les funcions holomorfes és holomorfa. Això també es pot deduir de la fórmula integral de Cauchy; de fet, la fórmula també es manté en el límit i l'integrand i, per tant, la integral, es pot expandir com una sèrie de potències. A més, les fórmules de Cauchy per a les derivades d'ordre superior mostren que totes aquestes derivades també convergeixen uniformement.
L'anàleg de la fórmula integral de Cauchy en l'anàlisi real és la fórmula integral de Poisson per a funcions harmòniques; molts dels resultats de les funcions holomorfes es traslladen a aquesta configuració. No obstant això, aquests resultats no són vàlids per a classes més generals de funcions analítiques diferenciables o reals. Per exemple, l'existència de la primera derivada d'una funció real no necessàriament implica l'existència de derivades d'ordre superior, ni en particular l'analiticitat de la funció. De la mateixa manera, el límit uniforme d'una successió de funcions diferenciables (reals) pot no ser diferenciable, o pot ser diferenciable però amb una derivada que no sigui el límit de les derivades dels membres de la seqüència.
Una altra conseqüència és que si f(z) = Σ an zn és holomorfa en |z| < R i 0 < r < R llavors els coeficients an satisfan la desigualtat de Cauchy.
{\displaystyle |a_{n}|\leq r^{-n}\sup _{|z|=r}|f(z)|.}
A partir de la desigualtat de Cauchy, es pot deduir fàcilment que tota funció sencera acotada ha de ser constant (que és el teorema de Liouville).

## Generalizations

### Funcions suaus
Una versió de la fórmula integral de Cauchy és la fórmula de Cauchy-Pompeiu, i també és vàlida per a funcions suaus, ja que es basa en el teorema de Stokes. Sigui D un disc a C i suposem que f és una funció C1 de valor complex a la clausura de D. Aleshores
{\displaystyle f(\zeta )={\frac {1}{2\pi i}}\int _{\partial D}{\frac {f(z)\,dz}{z-\zeta }}-{\frac {1}{\pi }}\iint _{D}{\frac {\partial f}{\partial {\bar {z}}}}(z){\frac {dx\wedge dy}{z-\zeta }}.}
Es pot utilitzar aquesta fórmula de representació per resoldre les equacions de Cauchy-Riemann no homogènies en D. De fet, si φ és una funció en D, aleshores una solució particular f de l'equació és una funció holomorfa fora del suport de μ. A més, si en un conjunt obert D,
{\displaystyle d\mu ={\frac {1}{2\pi i}}\varphi \,dz\wedge d{\bar {z}}}
per a alguns φ ∈ Ck(D) (on k ≥ 1),aleshores f(ζ, ζ) és també en Ck(D) i compleix l'equació
{\displaystyle {\frac {\partial f}{\partial {\bar {z}}}}=\varphi (z,{\bar {z}}).}
La primera conclusió és, de manera succinta, que la convolució μ ∗ k(z) d'una mesura de suport compacte amb el nucli de Cauchy
{\displaystyle k(z)=\operatorname {p.v.} {\frac {1}{z}}}
és una funció holomorfa fora del suport de μ. Aquí p.v. indica el valor principal. La segona conclusió afirma que el nucli de Cauchy és una solució fonamental de les equacions de Cauchy-Riemann. Tingueu en compte que per a funcions suaus de valors complexos f de suport compacte en C la fórmula integral de Cauchy generalitzada es simplifica a
{\displaystyle f(\zeta )={\frac {1}{2\pi i}}\iint {\frac {\partial f}{\partial {\bar {z}}}}{\frac {dz\wedge d{\bar {z}}}{z-\zeta }},}
i és una reafirmació del fet que, considerada com a distribució, (πz)−1 és una solució fonamental de l'operador de Cauchy-Riemann ∂∂z̄. La fórmula integral de Cauchy generalitzada es pot deduir per a qualsevol regió oberta limitada X amb C1 límit ∂X d'aquest resultat i la fórmula per a la derivada distributiva de la funció característica χX de X:
{\displaystyle {\frac {\partial \chi _{X}}{\partial {\bar {z}}}}={\frac {i}{2}}\oint _{\partial X}\,dz,}
on la distribució del costat dret denota la integració del contorn al llarg de ∂X.

### Diverses variables
En diverses variables complexes, la fórmula integral de Cauchy es pot generalitzar a polidiscs. Sigui D el polidisc donat com el producte cartesià de n discos oberts D1, ..., Dn:
{\displaystyle D=\prod _{i=1}^{n}D_{i}.}
Suposem que f és una funció holomorfa en D contínua a la clausura de D. Aleshores
{\displaystyle f(\zeta )={\frac {1}{\left(2\pi i\right)^{n}}}\int \cdots \iint _{\partial D_{1}\times \cdots \times \partial D_{n}}{\frac {f(z_{1},\ldots ,z_{n})}{(z_{1}-\zeta _{1})\cdots (z_{n}-\zeta _{n})}}\,dz_{1}\cdots dz_{n}}
on ζ = (ζ1,...,ζn) ∈ D.

### En àlgebres reals
La fórmula integral de Cauchy és generalitzable a espais vectorials reals de dues o més dimensions. La visió d'aquesta propietat prové de l'àlgebra geomètrica, on es consideren objectes més enllà dels escalars i vectors (com ara bivectors planars i trivectors volumètrics), i una generalització adequada del teorema de Stokes.
El càlcul geomètric defineix un operador diferencial ∇ = êi ∂i i sota el seu producte geomètric, és a dir, per a un camp k-vector ψ(r), la derivada ∇ψ generalment conté termes de grau k + 1 i k − 1. Per exemple, un camp vectorial (k = 1) té generalment en la seva derivada una part escalar, la divergència (k = 0), i una part bivectora, el rotacional (k = 2). Aquest operador diferencial particular té una funció de Green:
{\displaystyle G\left(\mathbf {r} ,\mathbf {r} '\right)={\frac {1}{S_{n}}}{\frac {\mathbf {r} -\mathbf {r} '}{\left|\mathbf {r} -\mathbf {r} '\right|^{n}}}}
on Sn és l'àrea superficial d'una unitat n-bola a l'espai (és a dir, S₂ = 2π, la circumferència d'un cercle de radi 1, i S₃ = 4π, l'àrea superficial d'una esfera de radi 1). Per definició de funció de Green,
{\displaystyle \nabla G\left(\mathbf {r} ,\mathbf {r} '\right)=\delta \left(\mathbf {r} -\mathbf {r} '\right).}
Aquesta propietat útil és la que es pot utilitzar, juntament amb el teorema generalitzat de Stokes:
{\displaystyle \oint _{\partial V}d\mathbf {S} \;f(\mathbf {r} )=\int _{V}d\mathbf {V} \;\nabla f(\mathbf {r} )}
on, per a un espai vectorial n-dimensional, dS és un (n - 1)-vector i dV és un n-vector. La funció f(r) pot, en principi, estar composta per qualsevol combinació de multivectors. La demostració del teorema integral de Cauchy per a espais de dimensions superiors es basa en l'ús del teorema generalitzat de Stokes sobre la quantitat G(r, r′) f(r′) i en l'ús de la regla del producte:
{\displaystyle \oint _{\partial V'}G\left(\mathbf {r} ,\mathbf {r} '\right)\;d\mathbf {S} '\;f\left(\mathbf {r} '\right)=\int _{V}\left(\left[\nabla 'G\left(\mathbf {r} ,\mathbf {r} '\right)\right]f\left(\mathbf {r} '\right)+G\left(\mathbf {r} ,\mathbf {r} '\right)\nabla 'f\left(\mathbf {r} '\right)\right)\;d\mathbf {V} }
Quan ∇f = 0, f(r) s'anomena funció monogènica, la generalització de funcions holomorfes a espais de dimensions superiors; de fet, es pot demostrar que la condició de Cauchy-Riemann és només l'expressió bidimensional de la condició monogènica. Quan es compleix aquesta condició, el segon terme de la integral de la dreta s'esvaeix, deixant només
{\displaystyle \oint _{\partial V'}G\left(\mathbf {r} ,\mathbf {r} '\right)\;d\mathbf {S} '\;f\left(\mathbf {r} '\right)=\int _{V}\left[\nabla 'G\left(\mathbf {r} ,\mathbf {r} '\right)\right]f\left(\mathbf {r} '\right)=-\int _{V}\delta \left(\mathbf {r} -\mathbf {r} '\right)f\left(\mathbf {r} '\right)\;d\mathbf {V} =-i_{n}f(\mathbf {r} )}
on in és la unitat n-vector d'aquesta àlgebra, el pseudoescalar. El resultat és
{\displaystyle f(\mathbf {r} )=-{\frac {1}{i_{n}}}\oint _{\partial V}G\left(\mathbf {r} ,\mathbf {r} '\right)\;d\mathbf {S} \;f\left(\mathbf {r} '\right)=-{\frac {1}{i_{n}}}\oint _{\partial V}{\frac {\mathbf {r} -\mathbf {r} '}{S_{n}\left|\mathbf {r} -\mathbf {r} '\right|^{n}}}\;d\mathbf {S} \;f\left(\mathbf {r} '\right)}
Així, com en el cas bidimensional (anàlisi complexa), el valor d'una funció analítica (monogènica) en un punt es pot trobar mitjançant una integral sobre la superfície que envolta el punt, i això és vàlid no només per a funcions escalars sinó per a vectors i també funcions generals de multivectors.